# Franco Cunico
Gianfranco "Franco" Cunico (Vicenza, 11 oktober 1957) is een Italiaans voormalig rallyrijder.

## Carrière
Franco Cunico begon zijn carrière in de rallysport in 1977. Gedurende de jaren tachtig bleef hij voornamelijk op nationaal niveau actief, maar maakte ook bij tijden optredens in het Europees en wereldkampioenschap rally. Na een aantal goede resultaten in het Italiaans rallykampioenschap met een Groep N-Ford Sierra RS Cosworth, maakte hij in 1989 twee gastoptredens voor het fabrieksteam van Ford in het WK rally, met een zevende plaats in Corsica als beste resultaat. Vanaf dat moment bleef Cunico met Ford actief voor de officiële Italiaanse importeur van het merk. Opnieuw in Corsica, greep hij in 1991 naar een derde plaats toe in dit evenement. Hij overtrof dit resultaat uiteindelijk twee jaar later in San Remo, waar hij met een Ford Escort RS Cosworth naar de algemene eindoverwinning greep. Cunico was hiermee lange tijd de laatste privé-rijder die een WK-rally won (tot aan de overwinning van Mads Østberg in Portugal in 2012). Tot 2000 bleef Cunico deelnemen aan de Italiaanse WK-ronde, maar kon daarin zijn eerdere succes niet meer evenaren. Hij was nog wel succesvol in het Italiaans kampioenschap, met titels die hij greep in 1994, 1995 en 1996, en later in 2000 en 2001 ook nog in het Italiaans kampioenschap op onverhard. Cunico bleef hierna nog lange tijd actief in verschillende Italiaanse rally's, voor het laatst nog in 2011 met een Peugeot 207 S2000.

## Complete resultaten in het wereldkampioenschap rally
| Seizoen | Inschrijving       | Auto                        | 1   | 2   | 3   | 4   | 5       | 6   | 7   | 8       | 9   | 10      | 11      | 12      | 13      | 14  | Pos. | Punten |
| ------- | ------------------ | --------------------------- | --- | --- | --- | --- | ------- | --- | --- | ------- | --- | ------- | ------- | ------- | ------- | --- | ---- | ------ |
| 1981    | Gianfranco Cunico  | Ford Fiesta                 | MON | ZWE | POR | KEN | FRA     | GRI | ARG | BRA     | FIN | ITA DNF | IVK     | GBR     |         |     | –    | 0      |
| 1982    | Gianfranco Cunico  | Fiat Ritmo Abarth 125 TC    | MON | ZWE | POR | KEN | FRA     | GRI | NZL | BRA     | FIN | ITA 12  | IVK     | GBR     |         |     | –    | 0      |
| 1984    | Bologna Corse      | Lancia Rally 037            | MON | ZWE | POR | KEN | FRA     | GRI | NZL | ARG     | FIN | ITA DNF | IVK     | GBR     |         |     | –    | 0      |
| 1987    | Concess. Lancia    | Lancia Delta HF 4WD         | MON | ZWE | POR | KEN | FRA     | GRI | VST | NZL     | ARG | FIN     | ITA 12  | IVK     | GBR     |     | –    | 0      |
| 1988    | Ford Italia        | Ford Sierra RS Cosworth     | MON | ZWE | POR | KEN | FRA     | GRI | VST | NZL     | ARG | FIN     | IVK     | ITA DNF | GBR     |     | –    | 0      |
| 1989    | Q8 Team Ford       | Ford Sierra RS Cosworth     | ZWE | MON | POR | KEN | FRA 7   | GRI | NZL | ARG     | FIN | AUS     | ITA     | IVK     | GBR DNF |     | 52   | 4      |
| 1990    | Q8 Team Ford       | Ford Sierra RS Cosworth 4x4 | MON | POR | KEN | FRA | GRI     | NZL | ARG | FIN DNF | AUS | ITA DNF | IVK     | GBR     |         |     | –    | 0      |
| 1991    | Ford Italia        | Ford Sierra RS Cosworth 4x4 | MON | ZWE | POR | KEN | FRA 3   | GRI | NZL | ARG     | FIN | AUS     | ITA DNF | IVK     | SPA     | GBR | 19   | 12     |
| 1992    | Ford Italia        | Ford Sierra RS Cosworth 4x4 | MON | ZWE | POR | KEN | FRA     | GRI | NZL | ARG     | FIN | AUS     | ITA DNF | SPA     | IVK     | GBR | –    | 0      |
| 1993    | Ford Italia        | Ford Escort RS Cosworth     | MON | ZWE | POR | KEN | FRA     | GRI | ARG | NZL     | FIN | AUS     | ITA 1   | SPA     | GBR     |     | 15   | 20     |
| 1994    | Ford Motor Co Ltd. | Ford Escort RS Cosworth     | MON | ZWE | POR | KEN | FRA DNF | GRI | ARG | NZL     | FIN | AUS     |         |         |         |     | 25   | 6      |
| 1994    | Jolly Club         | Ford Escort RS Cosworth     |     |     |     |     |         |     |     |         |     |         | ITA 6   | SPA     | GBR     |     | 25   | 6      |
| 1995    | Jolly Club         | Ford Escort RS Cosworth     | MON | ZWE | POR | KEN | FRA     | GRI | NZL | ARG     | FIN | AUS     | ITA 3   | SPA     | GBR     |     | –    | 0      |
| 1996    | Jolly Club         | Ford Escort RS Cosworth     | MON | ZWE | POR | KEN | IND     | FRA | GRI | ARG     | NZL | FIN     | AUS     | ITA 6   | SPA     | GBR | 20   | 6      |
| 1997    | Jolly Club         | Ford Escort WRC             | MON | ZWE | KEN | POR | SPA     | FRA | ARG | GRI     | NZL | FIN     | IND     | ITA DNF | AUS     | GBR | –    | 0      |
| 1998    | Jolly Club         | Ford Escort WRC             | MON | ZWE | KEN | POR | SPA     | FRA | ARG | GRI     | NZL | FIN     | ITA DNF | AUS     | GBR     |     | –    | 0      |
| 1999    | Aimont Racing Team | Subaru Impreza WRC97        | MON | ZWE | KEN | POR | SPA     | FRA | ARG | GRI     | NZL | FIN     | CHN     | ITA 9   | AUS     | GBR | –    | 0      |
| 2000    | Aimont Racing Team | Subaru Impreza WRC99        | MON | ZWE | KEN | POR | SPA     | ARG | GRI | NZL     | FIN | CYP     | FRA     | ITA DNF | AUS     | GBR | –    | 0      |

#### Overwinningen
| # | Seizoen | Rally                                | Navigator           | Auto                    |
| - | ------- | ------------------------------------ | ------------------- | ----------------------- |
| 1 | 1993    | 35º Rallye Sanremo - Rallye d'Italia | Stefano Evangelisti | Ford Escort RS Cosworth |